# Volcán Toconce
El volcán Toconce es un estratovolcán ubicado en la cordillera de los Andes de la región de Antofagasta, en el norte de Chile.

## Geología
El volcán Toconce tiene un cráter central y está construido principalmente por flujos de lava andesíticos, que se emplazaron en tres etapas diferentes. La última etapa generó la mayor parte del edificio volcánico. El volcán fue sujeto de glaciación hace entre 15 000 y 11 000 años, resultando en erosión glaciar y el desarrollo de morrenas por encima de los 4,300 metros de elevación. La erosión ha excavado una serie de valles glaciares en el volcán, y las rocas hidrotermalmente alteradas desde el interior del edificio han sido expuestas.
El volcán Toconce está emplazado sobre las ignimbritas de Toconce y Sifón. Estas pertenecen a una secuencia de ignimbrita-dacita-riolita en la que se constituyen muchos volcanes en los Andes Centrales. Las secuencias de ignimbrita junto con los estratovolcanes forman el cinturón volcánico de los Andes Centrales, que aquí constituye la Zona Volcánica Central. La ignimbrita de Tolar, relativamente pequeña, entró en erupción del volcán Toconce hace más de 1,3 millones de años.
La cadena de volcanes San Pedro-Linzor es una cadena de volcanes del Pleistoceno tardío-Holoceno que es paralela a varias otras cadenas de volcanes en la región, pero perpendicular al arco volcánico principal. Aparte de Toconce, esta cadena incluye San Pedro, San Pablo, Paniri, Cerro del León y Linzor, que cubren una longitud de 65 kilómetros. Una muestra de Toconce se ha fechado a 1,1 ± 0,1 millones de años antes del presente. Estos volcanes están compuestos por materiales piroclásticos y escorias, así como domos de lava y flujos de lava, y son en su mayoría andesíticos; sin embargo, todo el espectro de lavas de andesita basáltica a dacita se puede encontrar allí.
Las rocas en Toconce están formadas principalmente por plagioclasa y vidrio, con presencia de anfíbol, biotita, piroxeno y cuarzo. La secuencia volcánica pertenece a la serie cálcico-alcalina rica en potasio. La alteración hidrotermal ha dado lugar a arcilla, productos de oxidación y sericita. También se ha extraído obsidiana de la montaña.